# ويليام ألين (سياسي أمريكي)
ويليام ألين (بالإنجليزية: William Allen)‏ هو محامي وقاضي وسياسي أمريكي، ولد في 5 أغسطس 1704 في فيلادلفيا في الولايات المتحدة، وتوفي في 6 سبتمبر 1780 في الولايات المتحدة.

## روابط خارجية
- ويليام ألين (سياسي أمريكي) على موقع الموسوعة البريطانية (الإنجليزية)